# Bernhard Bleeker
Josef Bernhard Maria Bleeker (Münster, 26 luglio 1881 – Monaco di Baviera, 11 marzo 1968) è stato uno scultore tedesco.

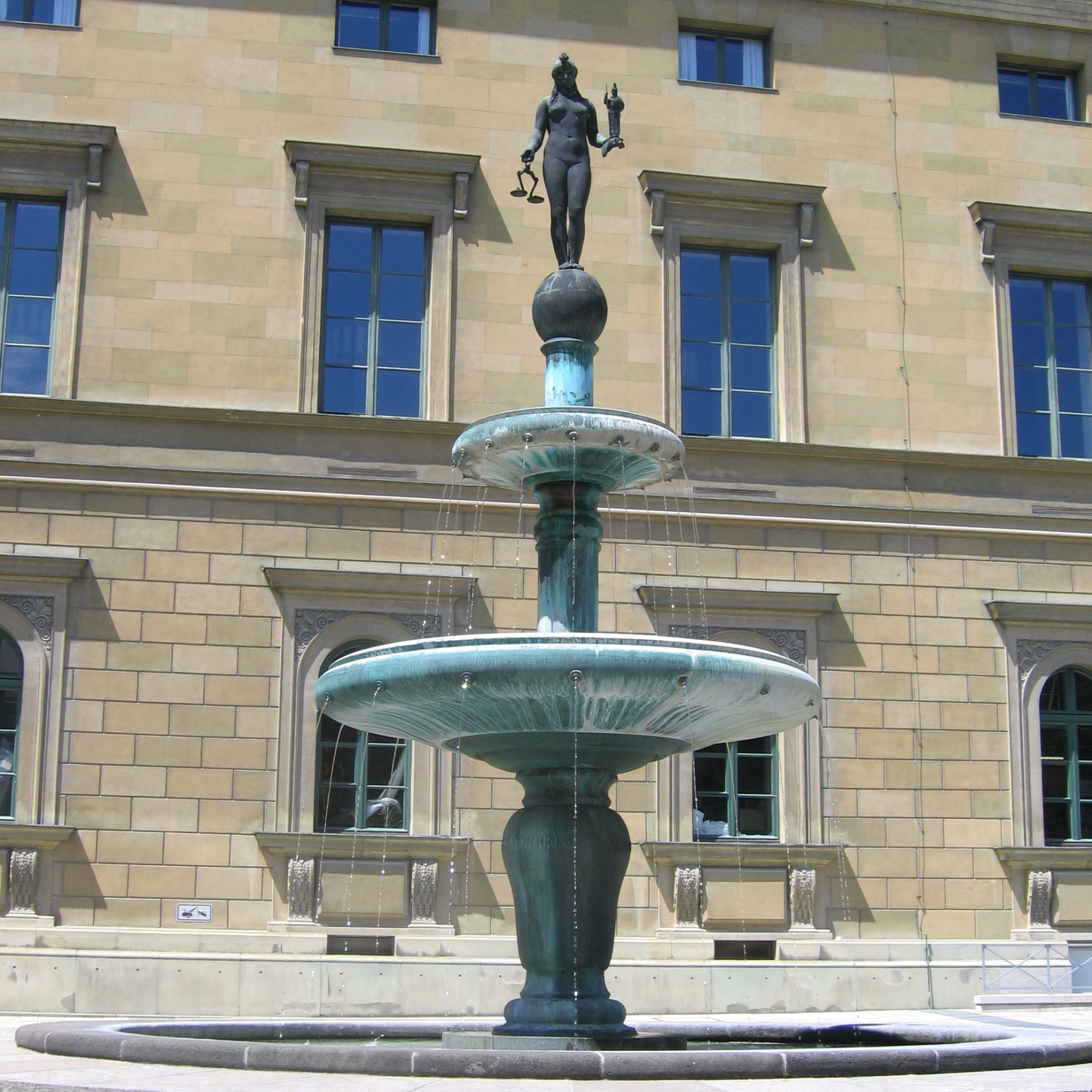
Fonatana Kronprinz-Rupprecht a Monaco di Baviera, 1961

Dal 1900 Bleeker studiò presso l'Accademia delle belle arti a Monaco presso Wilhelm Rümann. Artisticamente su sempre vicino allo scultore Adolf von Hildebrand.
Durante la dittatura nazista, divenne uno dei scultori preferiti di Adolf Hitler. Verranno ordinati presso Bleeker una serie di busti raffiguranti il "Führer" per i vari palazzi del partito nazista.